# Paradrino laevicula
Paradrino laevicula là một loài ruồi trong họ Tachinidae.